# Паршин Денис Сергійович
Паршин Денис Сергійович (рос. Паршин Денис Сергеевич; нар. 1 лютого 1986, Рибінськ, СРСР) — російський хокеїст, нападник.

## Ігрова кар'єра
Вихованець ярославського хокею. У 16 років переїхав до Москви, де почав виступати за ЦСКА. У суперлізі дебютував у сезоні 2003/04 років, закинув 2 шайби та зробив 4 результативні передачі в 27 матчах. У драфті НХЛ 2004 року, був обраний у 3 раунді під 72 номером клубом «Колорадо Аваланч», але продовжив свої виступи у ЦСКА, де нападник став одним з лідерів, був двічі нагороджений Золотою підковою - призом для найкращого гравця команди на думку уболівальників. Брав участь у матчі зірок КХЛ 2010, в якому став найшвидшим гравцем, вигравши індивідуальні змагання на швидкість.
У міжсезоння, влітку 2009 року виник конфлікт з новим керівництвом ЦСКА з приводу продовження контракту, Денис ледь не виїхав за океан, однак все ж таки підписав новий контракт, який в 2011 році був продовжений ще на три роки.
10 жовтня 2012 обміняний з ЦСКА в «Салават Юлаєв» на Ігоря Григоренка.
6 травня 2013 його обміняли разом з Сергієм Сентюріним в нижньогородське «Торпедо» на Дмитра Макарова.
У травні 2014 року підписав трирічну угоду з клубом «Авангард» (Омськ). Другу половину сезону 2016–17 років провів у складі «Салават Юлаєв».
З 2017 по 2019 роки захища кольори нижньогородського «Торпедо».
1 травня 2019 року, Паршин на правах вільного агента перейшов до команди «Металург» (Магнітогорськ).
16 лютого 2020 року перебрався до Словаччини, де виступав за місцевий «Кошиці». 3 серпня того ж року повернувся до КХл цього разу клубу «Динамо» (Рига).
Впродовж наступних двох років виступав за «Нафтохімік», «Кошиці», «Югру», «Гуменне» та «Металург» (Жлобин).
Виступав за юніорську та молодіжну збірні Росії, ставши чемпіоном світу серед юніорів та срібним медалістом молодіжної світової першості. Залучався до лав національної збірної на етапах Євротуру.

## Досягнення
- Чемпіон світу серед юніорів — 2004.
- Срібний призер чемпіонату світу серед молодіжних команд — 2005.